# John Dillermand
John Dillermand – duński serial animowany dla dzieci, który emitowany jest od 2021 roku w tamtejszej telewizji państwowej. Produkcja przedstawia przygody mężczyzny z bardzo długim penisem. Telewizyjna premiera odbyła się 2 stycznia 2021 roku na duńskim kanale DR Ramasjang.

## Ogólna charakterystyka
Serial skierowany jest do dzieci w wieku od 4 do 8 lat i został wyprodukowany przez duńskiego nadawcę publicznego  DR we współpracy ze stowarzyszeniem zajmującym się edukacją seksualną Sex & Samfund. Twórcą i reżyserem bajki jest Jacob Ley, który stwierdził, że tytułowego bohatera wymyślił po przeprowadzeniu rozmowy ze swoimi dziećmi.
John Dillermand to mężczyzna w średnim wieku, który nosi kostium kąpielowy w czerwono-białe paski. Ma penisa, który może rozciągać się do długości kilkudziesięciu metrów. John używa swojego chwytnego penisa (rozciągającego się przez ubranie) jako narzędzia, na przykład do oswajania lwów lub latania niczym helikopter. Jednak przyrodzenie bohatera często działa niezależnie od niego, co niejednokrotnie wpędza go w różne kłopoty.

## Odbiór
John Dillermand stał się popularnym serialem w Danii już w momencie jego premiery – pierwszy odcinek, w ciągu 5 dni, obejrzało 250 000 dzieci; w międzyczasie produkcja zdobyła rozgłos. Serial zyskał fanów wśród duńskich osobowości telewizyjnych oraz dzieci. Według Mortena Skova Hansena, dyrektora dziecięcego kanału DR Ramasjang, dzieci robiły bałwany, rysunki, lalki i piosenki nawiązujące do Johna Dillermana. Hansen dodał też, że: „Jest wiele pozytywnych komentarzy od rodziców, którzy wykorzystali film do porozmawiania z dziećmi o ciele”.
Catherine Bennett z brytyjskiego dziennika „The Guardian” wyraziła się pozytywnie o serialu i stwierdziła, że jest to taka produkcja, poprzez którą brytyjscy przywódcy mogliby się czegoś pozytywnego nauczyć, a bohatera kreskówki porównała do brytyjskiego premiera Borisa Johnsona. Z kolei Christian Groes, profesor studiów genderowych z Uniwersytetu w Roskilde, skrytykował serial John Dillermand za „utrwalenie tradycyjnego profilu patriarchalnego społeczeństwa i normalizację «kultury szatni»”, wykorzystywanych do „usprawiedliwiania wielu niewłaściwych zachowań mężczyzn”.
Niecodzienny zamysł twórców serialu został skrytykowany przez niektórych widzów jako normalizujący kulturę gwałtu, a także jako zaspokajający pedofilów. Inny pogląd w tej wprawie przedstawiła psycholożka kliniczna Erla Heinesen Højsted, specjalistka w dziedzinie pracy z rodzinami, której zdaniem bajka pokazuje pozytywną postawę, gdzie bohaterowie muszą nauczyć się stawiać granice, w tym swojemu ciału. Psycholożka stwierdziła, że poprzez serial promowane mają być zachowania zgodne z normami społecznymi, i zaznaczyła też, że główny bohater zachowuje się tak, jak dzieci i ma podobny do nich sposób myślenia.
Dyrektor kanału DR Ramasjang stwierdził, że serial był elementem strategii stacji DR, którym w założeniu było „tworzenie treści dla dzieci, które ośmielają się poruszać zawstydzające, trudne, dziwaczne i zabawne tematy”, co miało pomóc odbiorcom w byciu wiernym sobie i akceptacji swoich wad, a także zwrócić uwagę na dziecięcą ciekawość ludzkiego ciała. Hansen dodał, że serial został „tak zdeseksualizowany, jak to tylko możliwe”, i że został opracowany wspólnie z psychologiem dziecięcym i innymi specjalistami, którzy przejrzeli scenariusze, aby upewnić się, że dzieci nie zinterpretują tego, co widzą w niewłaściwy sposób.